# Wohnanlage Sonnenhof

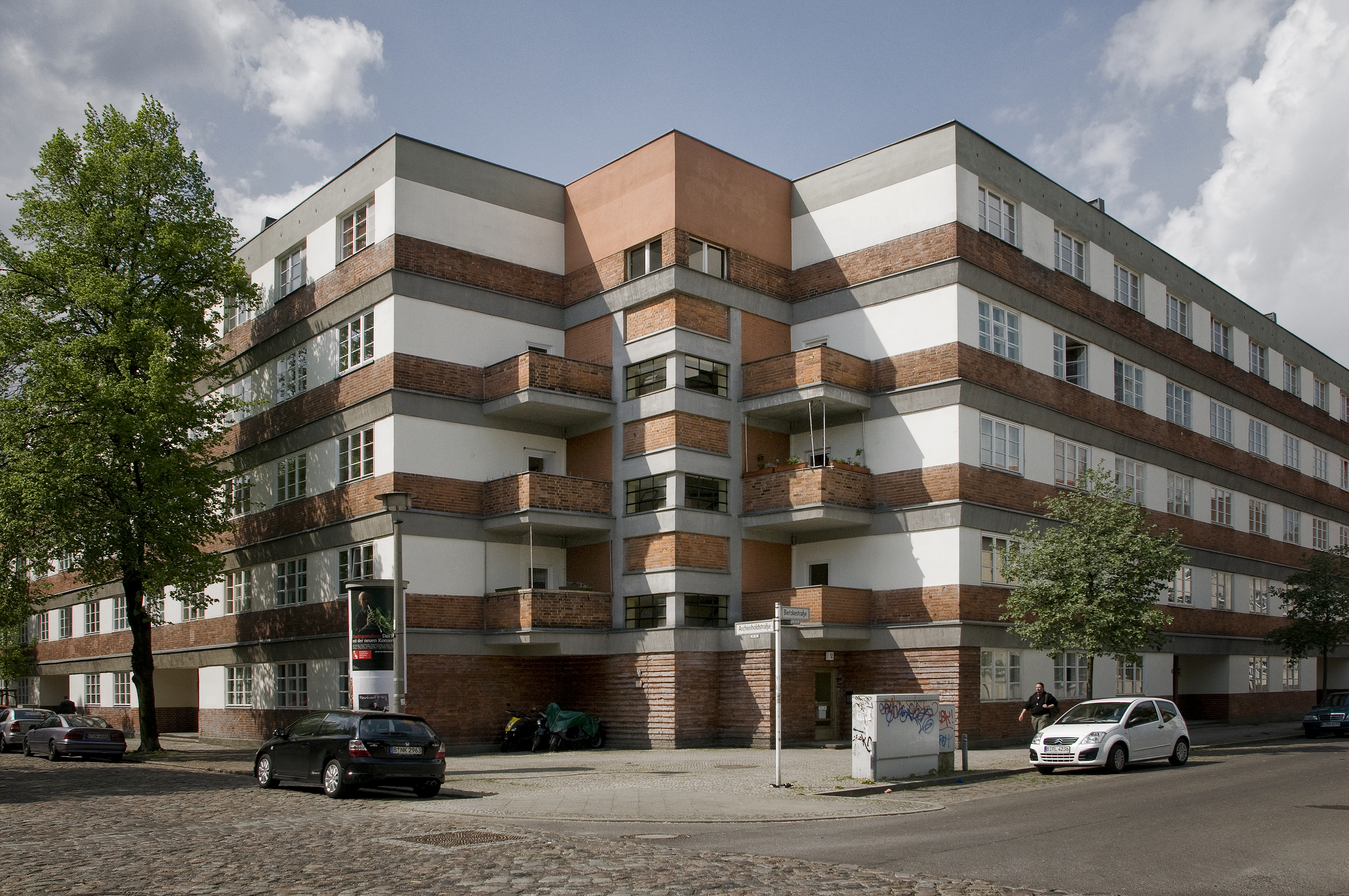
Wohnanlage Sonnenhof

Die Wohnanlage Sonnenhof ist eine Gesamtdenkmalanlage im Berliner Ortsteil Friedrichsfelde des Bezirks Lichtenberg. Sie entstand Anfang der 1920er Jahre.

## Lage
Die Wohnanlage befindet sich im Straßengeviert Marie-Curie-Allee 62–90 (gerade), Delbrückstraße 9–15 (ungerade), Archenholdstraße 56–86 (gerade) und Bietzkestraße 6–12 (gerade). 

## Geschichte
Die Siedlungsgesellschaft Stadt- und Land beauftragte in den 1920er Jahren den Architekten Erwin Anton Gutkind mit der Planung für eine Wohnanlage, die zwischen 1926 und 1927 in geschlossener Blockrandbebauung in Stahlbetonweise gebaut wurde. Sie erhielt bei der Einweihung den Namen Sonnenhof.
Die Gebäude, gestaffelt in drei beziehungsweise vier Geschosse, hatten anfangs leicht zurückgesetzte kleine lukenartige Dachfenster. Im Erdgeschoss befanden sich auch Läden.

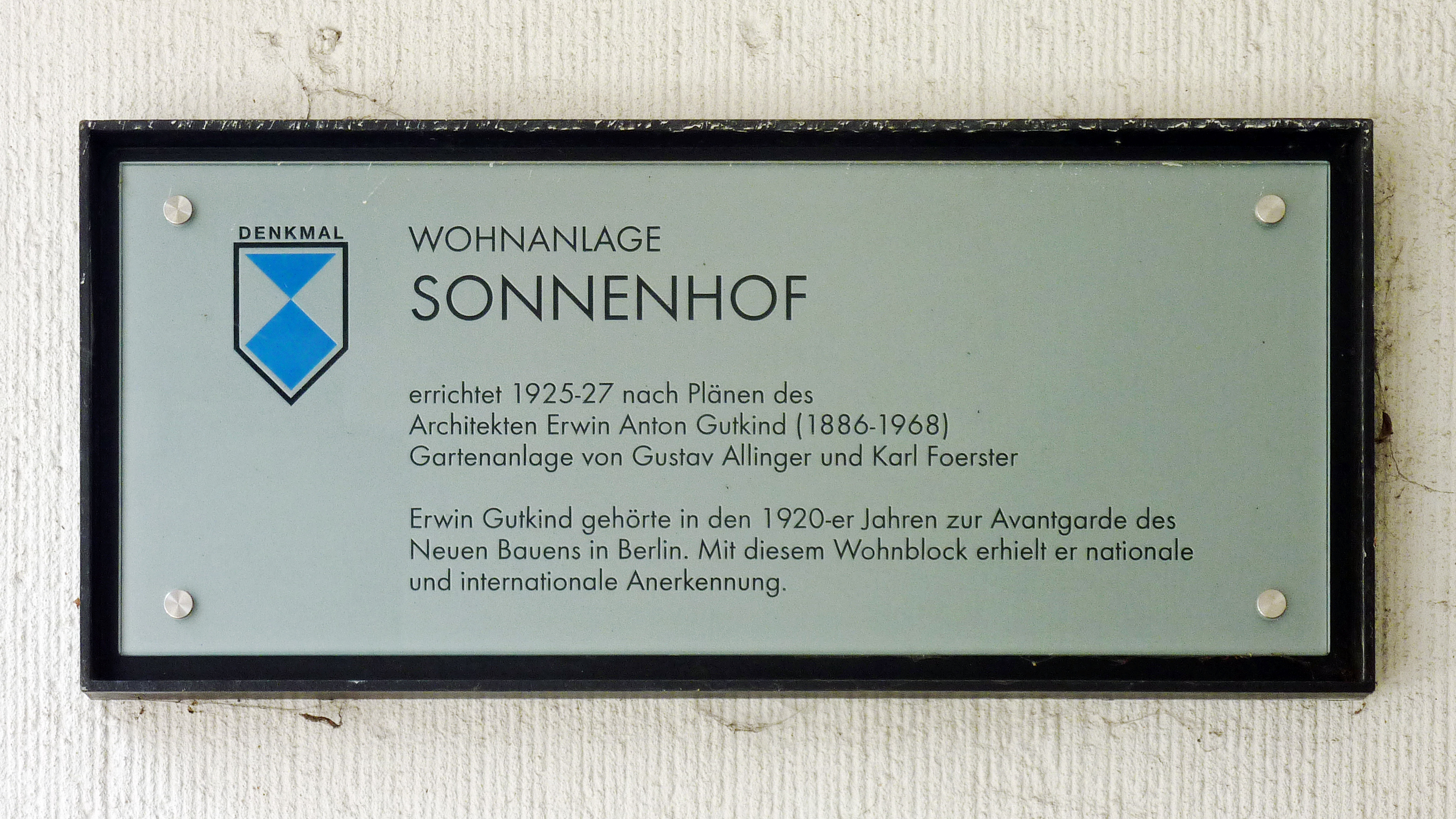
Plakette an der Archenholdstraße 72

Zwischen den Jahren 1972 und 1973 wurde die Wohnanlage im Rahmen des Modernisierungsprogramms der DDR durch den Dachgeschossausbau erhöht, wobei statt der ursprünglich 260 Wohnungen nun 333 im Komplex Sonnenhof vorhanden sind. 
Im Jahr 2003 wurde eine Gedenktafel an der östlichen Doppeleinfahrt angebracht.

## Architektur
Die straßenseitige Außenfassade ist mit Klinkerbändern und Ortbeton horizontal klar strukturiert. Die zwischenliegenden weiß geputzten Flächen bilden mit den eingepassten rechteckigen und weiß eingefassten Sprossenfenstern zusammenhängende Bänder um das gesamte Häuserensemble. Die Eckgebäude an den Straßenkreuzungen sind durch Rücksprünge und in den Ecken platzierte Balkone lebhaft gegliedert. Die Eingänge zu den Wohnhäusern der Wohnanlage befinden sich in rechteckigen Nischen, die durch Deckenplatten aus Sichtbeton herausgehoben sind. Die Durchfahrten zum Wohnhof sind ebenfalls mit Sichtbeton gestaltet. Auf der einfacher gehaltenen Hofseite finden sich Balkone. 
In der Archenholdstraße ist in die Blockrandbebauung ein Kindergarten integriert, der sich in den Innenhof erstreckt. Außerdem wurde im Innenhof eine Grünanlage angelegt, die stetig gepflegt wird.